# Национальный институт аэронавтики и космоса

Логотип ЛАПАН до 2015 года.

Национальный институт аэронавтики и космоса, ЛАПАН (индон. Lembaga Penerbangan dan Antariksa Nasional, LAPAN) — индонезийское космическое агентство. ЛАПАН несёт ответственность за долгосрочные гражданские и военные аэрокосмические исследования Индонезии.
ЛАПАН было основано 27 ноября 1963 бывшим индонезийским президентом Сукарно после того, как существовало около одного года как неформальная организация.
ЛАПАН курирует программу заказываемых за рубежом прикладных (телекоммуникационных) первых индонезийских спутников Palapa, которые были построены Хьюз (в настоящее время Boeing Satellite Systems) и запущены с использованием американских и европейских ракет с 1976. ЛАПАН разработало серию микроспутников Lapan для вывода с 2007 также на иностранных носителях.
На протяжении более двух десятилетий ЛАПАН накопила определённый опыт в разработке и испытаниях высотных зондирующих ракет серии RPS, а ныне работает над созданием небольших ракет-носителей Pengorbitan и соответствующей инфраструктуры космодрома, что по планам должно позволить Индонезии вступить в космический клуб в 2012—2014 .
Планировавшийся в середине 1980-х полёт первого индонезийского астронавта на борту американского Спейс шаттла, сопровождающий вывод одного из спутников серии Palapa, не состоялся ввиду отмен и сокращений полётов и их программ после катастрофы челнока «Челленджер». В конце 1980-х годов СССР сделал предложение Индонезии о полёте её астронавта на коммерческой основе на станцию «Мир», но соглашение достигнуто не было. В 1997 Индонезия приняла аналогичное предложение России о полёте на станцию «Мир», однако миссия вновь не состоялась ввиду разразившегося азиатского экономического кризиса. В 2000-х годах российской и индонезийской сторонами рассматривалась, но также не была реализована возможность полёта индонезийского астронавта на Международную космическую станцию.